# Peter Hinterreiter
Peter Hinterreiter (* 5. September 1950 in Vorarlberg) ist ein österreichischer Motocross- und Rallyefahrer, Rallyeorganisator und Adventure-Reiseveranstalter.

## Karriere
Der Bludenzer Peter Hinterreiter kann nach mehreren Jahrzehnten Motorsport auf eine äußerst bewegte sportliche Karriere zurückblicken. Der gelernte Getreidemüller beschäftigte sich schon seit seiner Jugend mit dem Motorsport und war 15 Jahre lang aktiver Motocross-Fahrer, davon sechs Jahre als Profi für das französische Team Alain Bosseboeuf.
Ab 1986 widmet sich der Vorarlberger seinem zweiten Standbein, dem Veranstalten von Adventure- und Afrikareisen, bevor der Vollblutsportler ab 1992 teilweise zum aktiven Motorsport zurückkehrt und an einigen Langstrecken-Rallyes teilnimmt. Seinen größten Erfolg konnte er bei der Optic2000 im Jahr 1992 erringen, als Sieger in der Zweizylinder-Wertung. Weiters betreute Peter Hinterreiter von 1994 bis 1996 das KTM-Rallyeteam bei der Rallye Optic2000 in Tunesien sowie beim absoluten Klassiker der Szene, der Rallye Dakar. Dabei erreicht er 1996 mit seinem Rallye-Tatra als einziges deutschsprachiges Team innerhalb der Wertung das Ziel in Dakar.
Ebenfalls in Erscheinung treten konnte Peter Hinterreiter als Rallye-Veranstalter, so organisierte er in den 1990er-Jahren die 
Einsteiger-Rallye Dahar, sowie in Zusammenarbeit mit KTM die Oasis, beide in Tunesien.
Seit einigen Jahren hat sich Peter Hinterreiter aus dem aktiven sportlichen Leben zurückgezogen und widmet sich ganz seinem Team Hinterreiter, mit dem er Adventure-Reisen vor allem nach Nordafrika organisiert und als offizieller Rückholdienst-Partner von ADAC und ÖAMTC für den nordafrikanischen Raum agiert. Sein ausgezeichneter Ruf als Nordafrika- und Wüstenexperte ist weiterhin ungebrochen.